# Salignac (Alpy Górnej Prowansji)
Salignac – miejscowość i gmina we Francji, w regionie Prowansja-Alpy-Lazurowe Wybrzeże, w departamencie Alpy Górnej Prowansji.

## Demografia
Według danych na rok 1990 gminę zamieszkiwało 310 osób, a gęstość zaludnienia wynosiła 21 osób/km². W styczniu 2015 r. Salignac zamieszkiwało 619 osób, przy gęstości zaludnienia wynoszącej 41,9 osób/km².